# Escut de Roses
L'escut oficial de Roses té el següent blasonament:
Escut caironat: d'argent, 3 roses de gules botonades d'or i barbades de sinople. Per timbre, una corona mural de vila.

## Història
Va ser aprovat el 19 de març de 1992 i publicat al DOGC el 30 del mateix mes amb el número 1575.
Les roses són el senyal parlant tradicional al·lusiu al nom de la vila.